# Волинсько-литовський договір (1219)
Волинсько-литовський договір 1219 року — мирна угода, укладена між волинськими князями Данилом і Васильком Романовичами та групою литовських князів з ініціативи останніх в кінці 1219 або на початку 1220 р.

## Зміст
У Іпатіївському літописі під 6723 роком від створення світу (дата помилкова) наведено перелік князів, які підписали договір, який, ймовірно, був відомий автору літопису в оригіналі.
Перелік цінний тим, що відображає політичний стан литовських земель на той момент. У ньому фігурують 5 груп князів — власників окремих, але вже не рівноправних князівств. П'ятеро представників першої групи названі «старшими», причому порядок перерахунку дозволяє судити про родинні зв'язки між ними. Ймовірно, це були представники одного князівського роду, який на той час політично домінував над іншими. Очолював його Живинбуд, після якого перераховані дві пари братів: Довят з братом Вілікайлом і Довспрунк з братом Міндовгом. Можливо, це були молоді сини двох старших братів Живинбуда, які вже померли і після яких він став старійшиною роду.
Другу групу становлять два Жемайтійських князя Ердивіл та Вікінт. Це свідчить про вхід Жемайтії до складу Литви та її політичну залежність від Живинбуда і його родичів. Третю групу утворюють шестеро князів, Рушковичів: Кинтибут, Вонибут, Бутовит, Вижійк з сином Вишлаєм, Китеній, а також Пликосова — напевно, вдова померлого Пликоси. Вони належали до іншого роду, володіння якого також підкорилися роду Живинбуда. Численність цих князів показує, що їх володіння були сильно роздробленими — напевно, в результаті поділу вотчин по батьківській лінії, як це відбувалося і в руських князів. Разом з тим наявність у списку жінки свідчить про певні особливості спадкового права литовців — вдова до повторного шлюбу правила чоловіковою вотчиною і вважалася рівною в правах з чоловіками.
Четверта група, також споріднена між собою, виступає під ім'ям Булевичів. З них названий Вишимут, після імені якого укладач літопису зробив приписку про більш пізні події: «що ото його вбив Міндовг, а жону його забрав і братів його побив — Єдивила і Спрудійка». Треба думати, що брати Вишимута також були учасниками договору. Їх доля показує, яким чином в наступні роки відбувалося піднесення Міндовга. Останню групу утворюють чотири князя, які спільно володіли Дяволтвою (пізніший Вількомирскій повіт Великого князівства Литовського) і теж, напевно, були родичами: Юдько, Пукейк, Бікше, Лікійк.
Безпосереднім результатом договору став напад Литви на польські князівства, з якими ворогували учасники договору з волинського боку, брати Данило і Василько Романовичі та їхня матір Анна. Можливо, Литва ініціювала договір з метою відкрити шлях до грабіжницьких набігів на Польщу, від якої її відокремлювали володіння Волинського князівства — Підляшшя і Берестейщина. Подібна політика Литви пізніше простежується у відносинах з Полоцьким князівством (через його територію йшли набіги на Володимиро-Суздальську і Новгородську землі), а також з Пінськом князівством (тоді жертвою набігів ставало Володимиро-Волинське князівство).